# Géographie de Paris

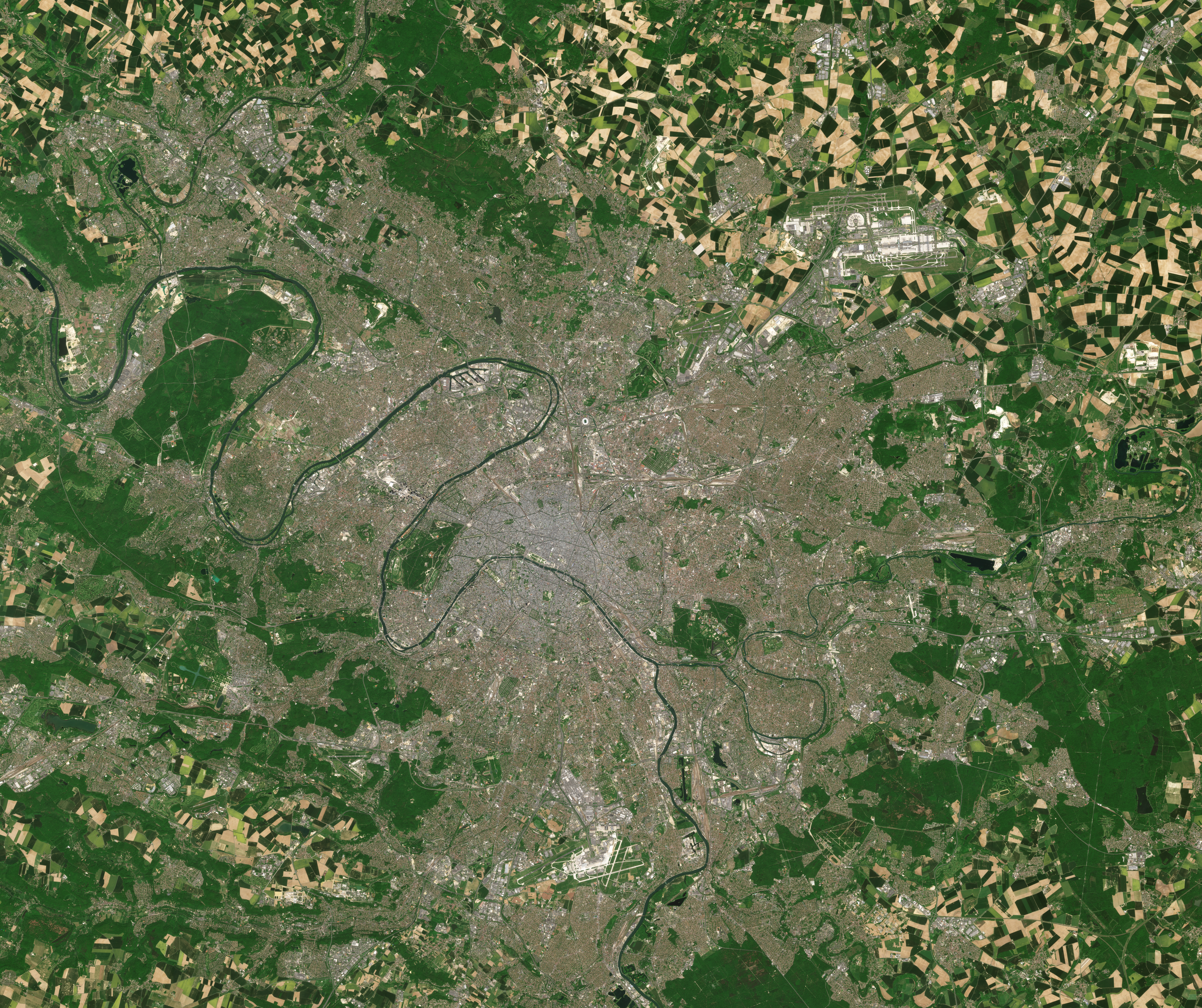
Photo satellite de Paris et sa banlieue

La géographie de Paris se caractérise par la forte densité démographique de la ville de Paris et sa superficie relativement réduite au centre d'une mégapole et de la région  l'Île-de-France.

## Emplacement
| \| Montmartre Belleville Montparnasse Ménilmontant Montsouris Chaillot Butte-aux-Cailles Ste-Geneviève Bergeyre Les Moulins Saint-Roch \| Carte topographique et localisation des collines et buttes dans le département |
| Montmartre Belleville Montparnasse Ménilmontant Montsouris Chaillot Butte-aux-Cailles Ste-Geneviève Bergeyre Les Moulins Saint-Roch                                                                                      |

Paris est situé dans le centre-nord de la France, à une distance par route de 287 km au sud de Calais, 305 km au sud-ouest de Bruxelles, 774 km au nord de Marseille, à 385 km au nord-est de Nantes de 135 km au sud-est de Rouen. Paris est située sur l'arc de Seine, au nord, et comprend deux îles, l'île Saint-Louis et la plus grande île de la Cité, qui forment la partie la plus ancienne de la ville. L'embouchure du fleuve au Havre sur la Manche  est environ à 360 km en aval de la ville (longueur de la voie navigable). La ville s'étend sur les deux rives du fleuve, la surface des quartiers de la rive droite étant supérieure à ceux de la rive gauche.

## Surface
En dehors des parcs périphériques du bois de Boulogne et du bois de Vincennes, Paris couvre une surface de 87 km2  dans la zone, délimitée par le boulevard périphérique.  La dernière annexion majeure de la ville en 1860, non seulement lui a donné sa forme moderne, mais elle a également créé les 20 arrondissements  dans le sens des aiguilles d'une montre. De la surface de 1860 (78 km2), les limites de la ville ont été légèrement étendues à 86,9 km2 dans les années 1920. En 1929, les parcs forestiers du bois de Boulogne et du bois de Vincennes sont officiellement annexés à la ville, ce qui porte à environ 105 km2. La région Île-de-France a une superficie globale de 2,300 km2.

## Relief
Les Parisiens, qui habitent l'ancien lit marécageux de la Seine, appellent butte toute éminence isolée naturelle, si faible soit-elle, comme la butte des Moulins et la butte Saint-Roch aujourd'hui aplanies, ou artificielle, comme la butte Montorgueil. Butte Montfaucon est ainsi une redondance comme l'est butte Montmartre.

## Hydrographie
Deux cours d'eau traversent Paris : le principale, la Seine, traverse du sud-est au nord-ouest, et un second, la Bièvre, un affluent de la Seine, débouchant au niveau de la Place Valhubert.
Depuis le début du XIXe siècle, une série de canaux ont été construits dans le nord-est parisien, canalisant l'Ourcq.